# Amstel Gold Race 1981
L'Amstel Gold Race 1981, sedicesima edizione della corsa, si svolse il 2 aprile 1981 su un percorso di 237 km da Heerlen a Meerssen. Fu vinta dal francese Bernard Hinault, che terminò in 5h 57' 49".

## Ordine d'arrivo (Top 10)
| Pos. | Corridore          | Squadra        | Tempo    |
| ---- | ------------------ | -------------- | -------- |
| 1    | Bernard Hinault    | Renault-Elf    | 5h57'49" |
| 2    | Roger De Vlaeminck | DAF Trucks     | s.t.     |
| 3    | Alfons De Wolf     | Vermeer Thijs  | s.t.     |
| 4    | Rudy Pevenage      | Capri Sonne    | s.t.     |
| 5    | Jan Raas           | TI-Raleigh     | s.t.     |
| 6    | Sean Kelly         | Splendor       | s.t.     |
| 7    | Phil Anderson      | Peugeot-Esso   | s.t.     |
| 8    | Pierino Gavazzi    | Magniflex-Olmo | s.t.     |
| 9    | Stefan Mutter      | Cilo-Aufina    | s.t.     |
| 10   | Roger De Cnijf     | Boston-Mavic   | s.t.     |